# Pleasantville (Iowa)
Pleasantville é uma cidade localizada no estado americano de Iowa, no Condado de Marion.

## Demografia
Segundo o censo americano de 2000, a sua população era de 1539 habitantes.
Em 2006, foi estimada uma população de 1613, um aumento de 74 (4.8%).

## Geografia
De acordo com o United States Census Bureau tem uma área de
3,0 km², dos quais 3,0 km² cobertos por terra e 0,0 km² cobertos por água. Pleasantville localiza-se a aproximadamente 229 m acima do nível do mar.

## Localidades na vizinhança
O diagrama seguinte representa as localidades num raio de 16 km ao redor de Pleasantville.